# Steven Woods
Steven "Steve" Woods (ur. 8 sierpnia 1973) – amerykański zapaśnik w stylu klasycznym. Srebrny medalista mistrzostw panamerykańskich z 2004. W młodości w Northeastern University. Potem przez siedem lat zawodnik United States Air Force.
Jako zawodnik MMA stoczył jedną zwycięską zawodową walkę. Obecnie trener.